# 门罗 (佐治亚州)
门罗（英語：Monroe）是位于美国佐治亚州沃尔顿县的一座城市，也是该县的县治所在。根据美国人口调查局2000年统计，共有人口11,409人，其中白人占54.69%、非裔美国人占42.24%。